# Juillet 2024
Juillet 2024 est le septième mois de l'année 2024.

## Environnement
D'après Copernicus, le dimanche 21 juillet 2024 est la journée la plus chaude enregistrée dans le monde depuis le début des relevés, en 1940, avec une température moyenne mondiale à la surface de la Terre de 17,09°C - dépassant de +0,01°C le record du 6 juillet 2023 (17,08°C). Et ce record de chaleur est battu de +0,06°C dès le lendemain, lundi 22 juillet, avec une température moyenne mondiale de 17,15°C. Ceci s'inscrit dans un contexte de vagues de chaleur dans de nombreux pays de l'hémisphère nord, et alors que les records de chaleurs mensuels ont été battus à chacun des 13 mois de la période de mai 2023 à juin 2024. Joyce Kimutai, climatologue de l'Imperial College London, signale : "C'est exactement ce que la science du climat nous prédisait dans une situation où l'on continue à brûler du charbon, du pétrole et du gaz".
Toujours d'après Copernicus, la température moyenne du mois de juin à l'échelle mondiale était de 16,91°C. Étant légèrement plus frais de -0,04°C que le mois de juillet 2023, ceci met fin à la série de 13 mois ayant battu leur record de température à l’échelle de la planète depuis le début des relevés, en cours depuis juin 2023. Juillet 2024 reste cependant supérieur de +1,48°C à la moyenne pour un mois de juillet sur la période 1850-1900. Ceci met fin également à la série de 12 mois consécutifs supérieurs à la limite de +1,5°C aux moyennes mensuelles de la période 1850-1900 fixée par l'Accord de Paris, tout en restant à un niveau de chaleur beaucoup trop haut par rapport à la normale.

## Événements
- 14 juin  au 14 juillet : 17e édition du Championnat d'Europe de football (Euro 2024).
- 20 juin au 14 juillet : Copa América 2024 aux États-Unis.
- 29 juin au 19 juillet : 14e édition du championnat du monde junior de rugby à XV.
- 29 juin au 21 juillet : Tour de France
- 1er au 4 juillet : l'ouragan Beryl frappe plusieurs îles des Antilles et le Venezuela.
- 1er au 14 juillet : 137e édition du Tournoi de Wimbledon en Angleterre.
- 1er juillet :
  - Des émeutes anti-turques éclatent dans le nord de la Syrie occupé par la Turquie, après des émeutes anti-syriennes en Turquie[4] ;
  - L’armée tchadienne élimine 70 terroristes et détruit cinq campements et une base, dans la région du lac, au Tchad[5] ;
  - 21 habitants d'un village sont tués à Djiguibombo, dans la région de Bandiagara, dans le centre du Mali, lors d'une attaque liée au JNIM[6] ;
  - 89 migrants sont tués lors du naufrage de l'embarcation de fortune, au large des côtes de la Mauritanie[7] ;
  - le vol Air Europa 045, un Boeing 787-9 Dreamliner d'Air Europa reliant Madrid à Montevideo, traverse de fortes turbulences ; l'avion s'est ensuite dérouté vers l'aéroport international de Natal, au Brésil, 40 passagers ont été blessés et 11 hospitalisés[8].
- 2 juillet :
  - Dick Schoof devient Premier ministre des Pays-Bas ;
  - au moins 120 personnes sont tuées dans une bousculade lors d’un événement religieux dans l’État de l’Uttar Pradesh, en Inde[9] ;
  - une frappe aérienne des forces de défense israéliennes tue au moins neuf personnes à Khan Younis, dans la bande de Gaza[10].
- 3 juillet :
  - au moins 16 personnes sont tuées par des inondations et des glissements de terrain dans l'Assam et l'Arunachal Pradesh en Inde, tandis que plus de 300 000 autres sont déplacées[11] ;
  - publication dans Nature de la datation d'une peinture rupestre de la grotte de Leang Karampuang (île de Célèbes en Indonésie) d'une peinture rupestre représentant un cochon verruqueux et trois humains ; estimée vieille de 51 200 ans, il s'agit de la plus ancienne œuvre d'art figurative connue au monde[12].
- 4 juillet :
  - élections générales au Royaume-Uni, remportées par le Parti travailliste ;
  - 25 personnes sont tuées par noyade dans le sud-est du Soudan en tentant de fuir les combats entre l'armée soudanaise et les Forces de soutien rapide[13].
- 5 juillet :
  - élection présidentielle en Iran (2e tour), remportée par Massoud Pezechkian ;
  - Keir Starmer devient Premier ministre du Royaume-Uni ;
  - au moins sept Palestiniens sont tués lors d'un raid militaire israélien à Jénine, en Cisjordanie, qui visait un bâtiment dans lequel s'étaient barricadés plusieurs militants[14].
- 7 juillet :
  - élections législatives en France (2e tour), l'alliance des gauches Nouveau Front populaire crée la surprise en arrivant en tête ;
  - des frappes de Tsahal font au moins 27 morts palestiniens à Gaza-ville, dans la bande de Gaza[15].
- 8 juillet : au moins 33 personnes ont été tuées après que la Russie a lancé une attaque massive de missiles qui a touché des bâtiments résidentiels et des infrastructures civiles à Kiev, Dnipro, Kryvyi Rih, Sloviansk et Kramatorsk, en Ukraine[16].
- 9 juillet :
  - au moins 29 Palestiniens sont tués dans une attaque de Tsahal visant l'entrée d'une école gérée par l'UNRWA abritant des Palestiniens déplacés[17] ;
  - au moins 50 Palestiniens sont tués et des dizaines d'autres blessés dans des attaques israéliennes contre Tel al-Hawa, Sabra et Shuja'iyya, dans la ville de Gaza[18] ;
  - Ariane 6 réussit son lancement inaugural à Kourou, en Guyane.
- 9 au 11 juillet : sommet de l'OTAN à Washington aux États-Unis.
- 11 juillet : Taïwan rapporte que 66 avions militaires chinois ont opéré dans l'espace aérien taïwanais sur une période de 24 heures[19].
- 12 juillet : un avion de ligne Soukhoï SuperJet 100 de Gazpromavia s'écrase dans une forêt non loin de la ville de Kolomna dans l'oblast de Moscou lors d'un vol d'essai faisant suite à des travaux de réparation dans une usine de construction aéronautique à Loukhovitsy[20]. Les trois membres d'équipage sont morts[21].
- 13 juillet :
  - 6 personnes sont tuées et au moins 19 autres blessées dans des attaques russes dans l'oblast de Donetsk, en Ukraine[22] ;
  - au moins 90 Palestiniens sont tués dans une frappe de Tsahal contre la zone humanitaire d'al-Mawasi, ciblée contre le chef des Brigades al-Qassam, Mohammed Deif[23] ;
  - tentative d'assassinat de Donald Trump aux États-Unis.
- 14 juillet : au moins 17 Palestiniens sont tués et 80 autres blessés dans des frappes israéliennes nocturnes contre une école gérée par l'ONU et utilisée pour abriter des personnes déplacées dans le camp de réfugiés de Nuseirat, à Gaza[24].
- 15 juillet :
  - élections législatives et élection présidentielle au Rwanda, Paul Kagame est réélu avec plus de 99% des voix ;
  - au moins 12 Palestiniens sont tués dans des frappes israéliennes sur la ville de Gaza et Deir el-Balah dans la bande de Gaza[25].
- 15 au 28 juillet : 71e édition du Championnat d'Europe de football des moins de 19 ans.
- 16 juillet :
  - à Oman, un attentat près d’une mosquée de Mascate fait six morts[26] ;
  - au moins 57 Palestiniens sont tués par les bombardements israéliens à Rafah, Khan Younis et dans certaines parties de la ville de Gaza[27] ;
  - trois enfants syriens sont tués par une frappe aérienne de Tsahal sur le village d'Umm al-Tut, dans le Sud du Liban[28].
- 17 juillet : au moins 42 Palestiniens sont tués et plus de 70 autres blessés dans des frappes israéliennes contre une école gérée par les Nations unies dans le camp de réfugiés de Nuseirat et contre une « zone de sécurité » désignée à al-Mawasi, à Rafah[29].
- 18 juillet :
  - les manifestations pour la réforme des quotas d’accès à la fonction publique au Bangladesh démarrant le 1er juillet font au moins 32 morts ; le siège de Bangladesh Télévision à Dacca est incendié[30] ;
  - en France :
    - sept personnes, dont trois jeunes enfants et un adolescent, sont tuées dans un incendie criminel à Nice[31] ;
    - Yaël Braun-Pivet est réélue présidente de l'Assemblée nationale.
- 19 juillet :
  - une panne informatique mondiale touche les systèmes informatiques d'entreprises utilisant une solution de cybersécurité de la marque CrowdStrike, bloquant entre autres des avions de ligne au sol aux États-Unis, Inde et dans plusieurs pays d’Europe ;
  - au moins 52 personnes sont tuées dans les manifestations au Bangladesh, portant le nombre de tués à un minimum de 105 depuis le début de celles-ci[32] ;
  - au moins une personne est tuée et huit autres blessées dans une frappe de drone kamikaze dans le centre de Tel-Aviv, en Israël ; les Houthis revendiquent la responsabilité de l'attaque[33] ;
  - la linguiste et femme politique ukrainienne Iryna Farion est assassinée à Lviv ;
  - deux pétroliers entrent en collision et subissent un incendie au large de Singapour[34] ;
  - le journaliste américain Evan Gershkovich est condamné à 16 ans de prison pour espionnage par un tribunal russe[35] ;
  - un pont autoroutier, qui surplombe une rivière, s'effondre partiellement à Shangluo dans la province du Shaanxi en Chine ; le bilan provisoire au 2 août est d'au moins 38 morts et 24 disparus[36] ;
- 20 juillet
  - au moins 37 Palestiniens sont tués, et 54 autres blessés, dans des frappes aériennes israéliennes dans la bande de Gaza[37] ;
  - frappes israéliennes contre le Yémen.
  - la frégate INS Brahmaputra de la classe Brahmaputra de la Marine indienne prend feu puis chavire dans le chantier naval de Bombay. Un marin est porté disparu[38].
- 21 juillet :
  - une vingtaine de personnes sont tuées par un groupe armé lors d'une attaque dans un village près de Bankass, dans le centre du Mali[39].
  - Joe Biden annonce qu'il ne sera pas candidat à sa réélection à la fin de l'année[40].
- 22 juillet : au moins 35 combattants somaliens et plus de 80 combattants d'Al-Shabaab sont tués, après que ce dernier a tenté de prendre le contrôle de trois bases militaires près de Kismayo, dans le Jubaland, en Somalie[41] ;
- 23 juillet : au moins 157 personnes sont tuées dans un double glissement de terrain dans deux villages en Éthiopie[42].
- 24 juillet :
  - un Bombardier CRJ-200 s'écrase au décollage à l'aéroport international de Tribhuvan à Katmandou, au Népal, tuant 18 personnes, et laissant le commandant de bord seul survivant[43] ;
  - 25 personnes sont tuées et plus de 195 autres sont portées disparues après le naufrage d'un bateau transportant des migrants près de Nouakchott, en Mauritanie[44].
- 25 juillet au 27 juillet : au Mali, la bataille de Tinzawatène entre le Groupe Wagner, soutenu par les forces maliennes, et le CSP-DPA se conclut par la victoire du CSP-DPA.
- 26 juillet :
  - ouverture des Jeux olympiques d'été de 2024 à Paris ;
  - une vague de chaleur tue 21 personnes au Maroc[45].
- 27 juillet :
  - une attaque à la roquette par le Hezbollah a lieu près de la ville druze de Majdal Shams, dans le Golan occupé par Israël ;
  - plus de cinquante personnes sont tuées dans des attaques israéliennes contre une école utilisée pour abriter des personnes déplacées à Deir el-Balah, dans la bande de Gaza[46] ;
  - au moins 22 personnes sont tuées et 75 autres blessées lors d'une attaque des Forces de soutien rapide à El Fasher, dans le Nord du Darfour, au Soudan[47].
- 28 juillet :
  - élection présidentielle au Venezuela, Nicolás Maduro est réélu ;
  - quinze personnes sont tuées par un glissement de terrain provoqué par les restes du typhon Gaemi dans la région de Hunan, en Chine ; 34 personnes aux Philippines et dix personnes à Taïwan[48].
- 29 juillet : au moins 93 personnes sont tuées, et 123 autres blessées, et plusieurs personnes portées disparues dans des glissements de terrain dans le district de Wayanad, au Kerala, en Inde[49].
- 30 juillet :
  - treize personnes sont tuées dans une frappe aérienne turque contre des militants kurdes dans le nord de l'Irak[50] ;
  - tentative d'assassinat d'Abdel Fattah al-Burhan au Soudan.
- 31 juillet :
  - le chef du Hamas, Ismail Haniyeh, est tué dans une frappe aérienne à Téhéran (Iran) ;
  - Au moins 19 personnes sont tuées lors d'un attentat suicide perpétré par Boko Haram sur un marché de Konduga, dans l'État de Borno, au Nigeria[51].